# Снідевич Марія Карпівна
Марія Карпівна Снідевич (нар. 30 березня 1915 — пом. 8 січня 1997) — комбайнерка колгоспу «40-річчя Жовтня» с. Чернявка, Герой Соціалістичної Праці.

## Життєпис
Народилася у с. Єкатеринівка (тепер — Єкатерининське Третяковського району Алтайського краю). Закінчила сільську семирічну школу.
1929 року закінчила курси трактористів, працювала в тракторній бригаді місцевого колгоспу. З 1931 року працювала у колгоспі дояркою.
1938 року навчалася у школі механізації сільського господарства. Того ж року вийшла заміж і поїхала на батьківщину чоловіка — до села Чернявка Вінницької області.
Незадовго до початку Німецько-радянської війни переїхала до с. Плисків Погребищенського району Вінницької області. Працювала у сусідньому селі Спичинці.
З 1950 року — комбайнерка Плисківської МТС. Протягом 1958—1977 років — комбайнерка колгоспу «40-річчя Жовтня» (с. Чернявка).
За успіхи, досягнуті в збільшенні виробництва і заготівлі зернових культур, Указом Президії Верховної Ради СРСР від 23 червня 1966 Снідевич Марії Карпівні було присвоєне звання Героя Соціалістичної Праці з врученням ордена Леніна і золотої медалі «Серп і Молот».
На початку 1970-х про неї знімала документальну стрічку Одеська кіностудія.
Обиралася депутатом Верховної Ради Української РСР.
З 1977 року на пенсії. Проживала в с. Чернявка.
1978 року Марія Карпівна удостоєна Всесоюзного призу імені Паші Ангеліної.
Померла 8 січня 1997 року, похована у с. Чернявка.